# Les Deux Jumeaux vénitiens
Les Deux Jumeaux vénitiens  (I due gemelli veneziani)  est une pièce de théâtre en trois actes de Carlo Goldoni écrite en 1745.

## Argument
Des frères jumeaux, Tonino et Zanetto, séparés à la naissance ne se connaissent pas. Ils se retrouvent fortuitement dans la ville de Vérone à l'âge adulte. Tonino, élevé à Venise, est un jeune homme spirituel et raffiné, tandis que son frère Zanetto, garçon simple et naïf, a grandi dans une ferme. Zanetto y vient pour se marier et Tonino pour retrouver la femme qu’il aime. Leurs retrouvailles provoquent une série de quiproquos et de malentendus. 
Carlo Goldoni utilise ici le même argument que William Shakespeare dans La Comédie des erreurs.